# Тураев, Назар Юлдашевич
Назар Юлдашевич Тураев (19 мая 1938 — 3 октября 2023) — советский и узбекистанский учёный в области физической электроники, физики поверхности твердого тела и микроэлектроники, доктор физико-математических наук, профессор, действительный член Академии наук Узбекистана (2000).

## Биография
Родился 19 мая 1938 года в Денауском районе Сурхандарьинской области в семье крестьянина.
Окончил с отличием Самаркандский государственный университет (1961).
В 1961—1968 годах в Институте ядерной физики Академии наук Узбекской ССР: младший научный сотрудник, аспирант (1964—1967).
В 1968 году защитил кандидатскую диссертацию:
- Некоторые вопросы теории отражения ионов (атомов) средних энергий от поверхности твердого тела : диссертация … кандидата физико-математических наук : 01.00.00. — Ташкент, 1968. — 115 с. : ил.

В 1968—1976 годах заведующий лабораторией и ученый секретарь Института электроники АН Узбекистана.
В 1976—1983 годах заведующий кафедрой «Цифровая электроника и микроэлектроника» Ташкентского политехнического института.
В 1980 году в Институте физики АН Украинской ССР (Киев) защитил докторскую диссертацию:
- Кратное расстояние ионов реальными атомными структурами на поверхности поли- и монокристаллов : диссертация … доктора физико-математических наук : 01.04.04. — Ташкент, 1980. — 316 с. : ил.

В 1982 году присвоено звание профессора.
С 1983 по 2001 год ректор Термезского государственного университета. За это время были построены два новых учебных корпуса, 36-квартирный для преподавателей и сотрудников, 400-местное общежитие для студентов, 100-местный санаторий-профилакторий, спортивные и оздоровительные комплексы. Было подготовлено свыше 30 докторов наук, профессоров.
В 2000 году избран академиком Академии наук Республики Узбекистан по отделению физики.
С 2001 по 2020 год директор научно-учебного центра Академии наук Республики Узбекистан.
Депутат Верховного Совета Узбекской ССР и Республики Узбекистан (1990—1994).
Заслуженный деятель науки Республики Узбекистан (1988). Награждён орденом «Мехнат шухрати» (1998).

## Сочинения
- Теория рассеяния атомов средних энергий поверхностью твердого тела / Э. С. Парилис, Н. Ю. Тураев, Ф. Ф. Умаров, С. Л. Нижная. — Ташкент : Фан, 1987. — 210 с.
- Э. С. Парилис, Н. Ю. Тураев, «К теории отражения ионов и атомов от поверхности твердого тела», Докл. АН СССР, 161:1 (1965), 84-87
- Э. С. Парилис, Н. Ю. Тураев, «Структура энергетического спектра ионов, рассеянных монокристаллом», Докл. АН СССР, 166:2 (1966), 330—332.
- Использование лазерных лучей в хлопководстве Н. Ю. Тураев , М. Т. Тажиев , Ш. Ч. Турсунов . Ташкент : О — во «Знание» УзССР, — — 1991. 20 с .; 20 см